# Jeziorko (Zduńska Wola)
Pour les articles homonymes, voir Jeziorko.
Jeziorko est une localité polonaise de la gmina de Zapolice, située dans le powiat de Zduńska Wola en voïvodie de Łódź.